# Скварявка (річка)
Скваря́вка (пол. Skwarzawka) — річка в Україні, в межах Золочівського району Львівської області. Ліва притока Золочівки (басейн Вісли). В історичних публікаціях Скварявка здебільшого згадується як притока річки Белзець (давня назва нижньої течії нинішньої Золочівки) .

## Розташування
Як зазначається в Географічному  словнику Королівства Польського,  річка бере початок на північній стороні села  Княже на так званих Кругах (248 м). Тече на північний захід східною частиною села Скварява, відтак через Острівчик-Пильний, де з правого берега приймає води Малого Потоку, а  на північній околиці  села впадає у річку Белзець, ліву притоку Західного Бугу.

## Опис
Довжина річки 8 км. Долина Скварявки була мокрою і заболоченою. У радянський період русло річки зазнало змін.
На зламі ХІХ-ХХ століть Сварявка і Золочівка вважалися найбільшими притоками Белзця, який формувався з кількох потоків на південно-західній околиці села Жуличі.

## Назва
Гідронім став  предметом наукових дискусій, але дотепер науковці не дійшли спільної думки щодо його походження. Серед версій домінують балтійська, готська та індоарійська.
Згідно з першою, гідроніми з основою «Сквир» / «Сквар» належать до балтійських утворень і походять від слова «skvikbinti»  — «проймати, стромляти, проколювати». Це означає річку, «що проймає підвищений або кам’янистий ґрунт» .
Подібною за значенням є готська версія, що  виводить назву від «skīb(ar-) > skivar»  —  «кам’янистий»  і  готського форманту «-ahwa»  — «вода, річка». Натомість індоарійська версія виділяє у назвах гідронімів на «Сквар»  санскритські компоненти «Ск + вар», що  означають «Дужа/Сильна вода/ріка».
У цьому контексті можна послатися на активне українське слово «шкварити», що віддзеркалює  усі перелічені версії та вживається у значенні  «сильно бити», «швидко бігти».